# Република Македония на летните олимпийски игри 2000
Република Македония участва на летните олимпийски игри през 2000 година в Сидни като това е второто самостоятелно участие на страната на олимпийски игри след излизането от Югославия през 1991 година.
На тези игри страната печели и първия си медал в историята - борецът Могамед Ибрагимов печели бронзов медал в свободния стил до 85 килограма.

## Медалисти
| Медал | Медалист          | Спорт | Събитие                     | Дата       |
| ----- | ----------------- | ----- | --------------------------- | ---------- |
| 1     | Могамед Ибрагимов | борба | мъже свободен стил до 85 кг | октомври 1 |

## Лека атлетика
Мъже
| Атлет         | Събитие | Старт    | Старт | Полуфинал     | Полуфинал     | Финал         | Финал         |
| Атлет         | Събитие | Резултат | Място | Резултат      | Място         | Резултат      | Място         |
| ------------- | ------- | -------- | ----- | ------------- | ------------- | ------------- | ------------- |
| Ванчо Стоянов | 800 м   | 1:47.71  | 5     | не продължава | не продължава | не продължава | не продължава |

Жени
| Атлет           | Събитие | Старт    | Старт | Полуфинал     | Полуфинал     | Финал         | Финал         |
| Атлет           | Събитие | Резултат | Място | Резултат      | Място         | Резултат      | Място         |
| --------------- | ------- | -------- | ----- | ------------- | ------------- | ------------- | ------------- |
| Даниела Кулеска | 1500 м  | 4:33.50  | 13    | не продължава | не продължава | не продължава | не продължава |

## Кану-каяк
| Спортист       | Събитие               | Първи кръг | Първи кръг | Полуфинал     | Полуфинал     | Финал         | Финал         |
| Спортист       | Събитие               | Време      | Място      | Време         | Място         | Време         | Място         |
| -------------- | --------------------- | ---------- | ---------- | ------------- | ------------- | ------------- | ------------- |
| Лазар Поповски | Мъже слалом K–1 500 м | 2:66.60    | 17 Q       | не продължава | не продължава | не продължава | не продължава |

## Спортна стрелба
| Спортист    | Събитие                     | Квалификация | Квалификация | Финал         | Финал         |
| Спортист    | Събитие                     | Резултат     | Позиция      | Резултат      | Позиция       |
| ----------- | --------------------------- | ------------ | ------------ | ------------- | ------------- |
| Дивна Пешич | Жени 50 м пушка три позиции | 561          | 36           | не продължава | не продължава |
| Дивна Пешич | Жени 10 м въздушна пушка    | 384          | 44           | не продължава | не продължава |

## Плуване
Мъже
| Плувец                  | Събитие        | Старт   | Старт | Полуфинал     | Полуфинал     | Финал         | Финал         |
| Плувец                  | Събитие        | Време   | Място | Време         | Място         | Време         | Място         |
| ----------------------- | -------------- | ------- | ----- | ------------- | ------------- | ------------- | ------------- |
| Александър Миладиновски | 100м бътерфлай | 55.62   | 41    | не продължава | не продължава | не продължава | не продължава |
| Александър Миладиновски | 200м съчетано  | 2:07.45 | 38    | не продължава | не продължава | не продължава | не продължава |
| Зоран Лазаровски        | 200м бътерфлай | 2:01.30 | 29    | не продължава | не продължава | не продължава | не продължава |

Жени
| Плувец           | Събитие            | Старт   | Старт | Полуфинал     | Полуфинал     | Финал                  | Финал         |
| Плувец           | Събитие            | Време   | Място | Време         | Място         | Време                  | Място         |
| ---------------- | ------------------ | ------- | ----- | ------------- | ------------- | ---------------------- | ------------- |
| Миряна Бошевска  | 800м свободен стил | 8:46.39 | 18    | n/a           | n/a           | не продължава          | не продължава |
| Миряна Бошевска  | 200м бътерфлай     | 2:12.59 | 20    | не продължава | не продължава | не продължава          | не продължава |
| Миряна Бошевска  | 400м съчетано      | 4:48.08 | 17    | n/a           | n/a           | colspan=2не продължава |               |
| Весна Стояновска | 200м свободен стил | 2:05.58 | 29    | не продължава | не продължава | не продължава          | не продължава |
| Весна Стояновска | 400м свободен стил | 4:19.69 | 31    | n/a           | n/a           | не продължава          | не продължава |

## Борба
Свободен стил
| Борец             | Събите | Мачове от групата | Мачове от групата | Мачове от групата | Четвъртфинал      | Полуфинал         | Финал / Мач за бронз | Финал / Мач за бронз |
| Борец             | Събите | Съперник Резултат | Съперник Резултат | Съперник Резултат | Съперник Резултат | Съперник Резултат | Съперник Резултат    | Място                |
| ----------------- | ------ | ----------------- | ----------------- | ----------------- | ----------------- | ----------------- | -------------------- | -------------------- |
| Насир Гаджиханов  | –76кг  | Кертанти W 3-2    | Ромеро W 3-0      | Леиполд L 2-5     | не продължава     | не продължава     | не продължава        | 7                    |
| Могамед Ибрагимов | −85 кг | Бичинашвили W 1-1 | Каваи W 6-5       | n/a               | Бъртън W 4-2      | Саитиев L 0-3     | Хадем W 4-1          | 1                    |